# Panaca
Panaca é uma comunidade não incorporada e região censitária do condado de Lincoln, estado de Nevada, nos Estados Unidos a cerca de 2 quilómetros da  State Route 319, próximo da fronteira com o estado do Utah. Fica situada a uma altitude de 1.441 metros. Segundo o censo realizado em 2010 tinha uma população de 963 habitantes.

## História
Panaca foi a primeira povoação permanente do sul do Nevada. Foi fundada por um colónia mórmon em 1864, Originalmente fazia parte do condado de Washington, mas o redesenhar de fronteiras em 1866 colocou Panaca no estado do Nevada. É o único município no estado do Nevada que é dita de "local seco" (ou seja é proibido o consumo de bebidas alcoólicas) e a única comunidade do Nevada fora de Boulder City que proibe o jogo de azar.

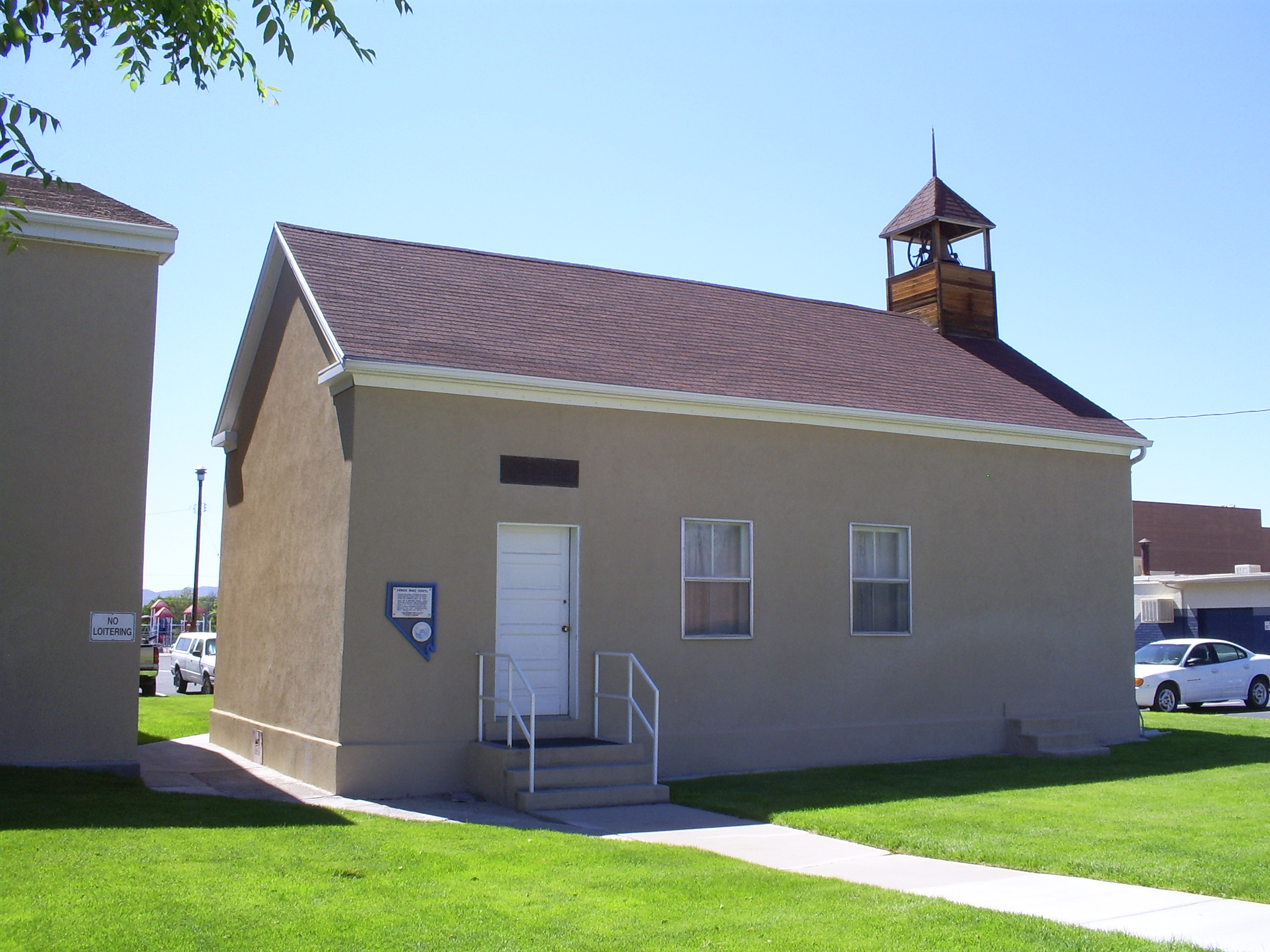
A capela Panaca Ward (1867-68) é o mais antigo edifício no condado de Lincoln

Fornos de coque produziam antigamente carvão para os fundidores de Bullionville (na atualidade uma cidade fantasma. Na atualidade, a economia de Panaca é predominantemente agrícola.
O nome  "Panaca" tem origem na palavra  Paiute Pan-nuk-ker, que significa "metal, dinheiro, riqueza". William Hamblin, um mormon missionário para o povo paiute fundou o Panacker Ledge (Panaca Claim), uma mina de prata no local em 1864.

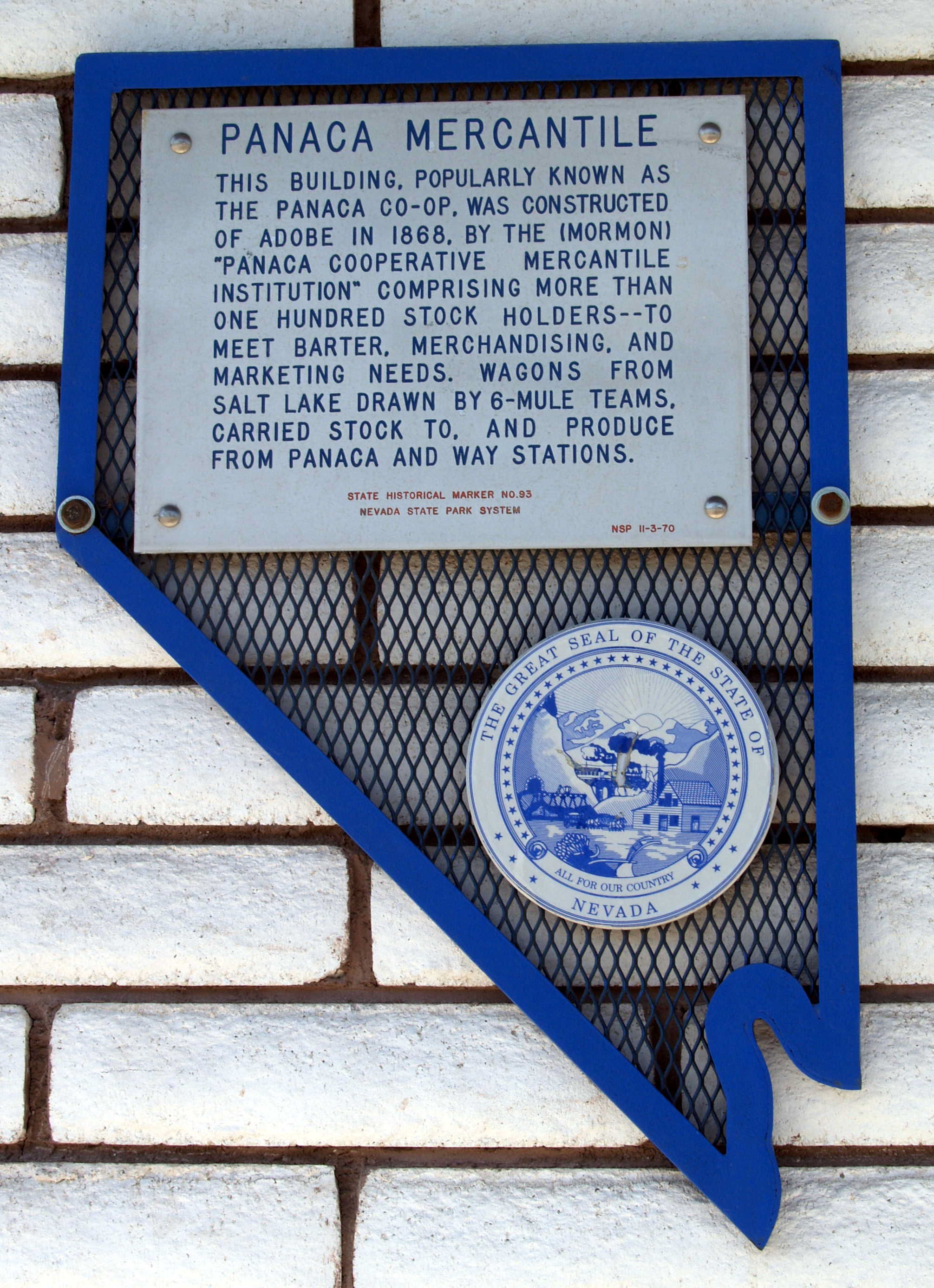
Old Panaca Mercantile, Nevada Historical Marker #93

## Geografia
De acordo com o  U.S. Census Bureau, a região censitária de Panaca tem uma área de 8,5 km2, todos de terra. Ao longo da Nevada State Route 319 fica a 31 quilómetros a leste da linha de fronteira com o estado de Utah. 

## Atrações turísticas
Panaca fica próxima do  Cathedral Gorge State Park.